# 6276 Kurohone
A 6276 Kurohone (ideiglenes jelöléssel 1994 AB) a Naprendszer kisbolygóövében található aszteroida. Kobajasi Takao fedezte fel 1994. január 1-jén.